# انگاستون
انگاستون (انگلیسی: Angaston, South Australia) یک شهرک در استرالیا است که در استرالیای جنوبی واقع شده است.